# Biosteres laosicola
Biosteres laosicola är en stekelart som beskrevs av Fischer 2007. Biosteres laosicola ingår i släktet Biosteres och familjen bracksteklar. Inga underarter finns listade.